# サーカス (ゲーム)
『サーカス』（Circus）は、エキシディ（Exidy）社から1977年に発売された、「ブロックくずし」をアレンジした、アーケードゲーム用ビデオゲームである。日本で広まったものとしては、マイクロプロセッサを使用した初のゲームである（6502を使用）。
パドルを操作して目標物を全部割ると言うブロックくずしの発想をアレンジしたゲームである。ミスした時やボーナス獲得時に流れるBGMがあり、ブロックくずしと『スペースインベーダー』の間でヒットした。
当時、多くのゲーム会社からコピーゲームが出回っており、通称「風船割りゲーム」と呼ばれていた。

## ゲームの概要
- 所定のコインを投入し、1プレイヤー/2プレイヤーを選択する。
- 画面上部に"▼"型の風船が三列、横に流れている。これは上から順に青・緑・黄の色セロハン（オーバーレイ）が貼られている（色はリンク内のサービスマニュアルを元に解説）。
- 画面の端のジャンプ台からピエロが歩いて来た後、ジャンプして落下する。
- パドルを回して画面下部のシーソーを左右に動かし、シーソーの人が乗っていない側に、落ちてくるピエロを受ける（乗せる）。ただし、落下位置によっては絶対に受けることの出来ない手詰まりの場合もあり、左右に設置されたジャンプ台が、手詰まりを減らす役割もしている。
- シーソーでピエロを受けると、もう片方のピエロが放物線を描いて、風船に向かって飛び上がる。風船までピエロが届かずに落下する場合もある。風船、左右の壁、天井、4箇所あるジャンプ台に当たると跳ね返る（風船に当たった場合は跳ね返らない場合もある）。ピエロはジャンプするたびに逆さまになったり手足をバタバタさせる。ピエロがシーソーで飛び上がり下降してゆくと徐々に速度が上がって行き、ゲームの難易度は高くなる。
- ピエロが風船に接触すれば、風船を割ることができ、風船の位置により点数が異なる（黄色は20点、緑は50点、青は100点）。さらに勢いがあれば、一回のジャンプで連続で風船を割る事もできる。ピエロの当たり方によって、風船を割った後跳ね返る場合と跳ね返らず貫通する場合がある。
- 風船を一列全て割るとBGM（Ta-ra-ra Boom-de-ay）が鳴り響き、風船一個の10倍（例えば黄色なら200点）のボーナス点が入り、その列の風船が再び出現する。
- 青（上段列）の風船を全て割ると別のBGMが鳴る。その場合、ミスしても1回ピエロが登場して遊べる（画面には"BONUS PLAY"と表示）。BONUS PLAY中は複数回ボーナスジャンプを得ても、1回しかボーナスプレイは出来ない。なお、7と8は風船が3列すべて割れないと復活しないなど、ディップスイッチ設定で変更できる。
- ピエロを地面に落とすと潰れた格好になり、葬送行進曲が流れる。ピエロが残っているか8の"BONUS PLAY"の条件を満たした場合、次のピエロが出て来て再度プレイできる。
- ピエロを全て落としたらゲームオーバー。規定数以上の得点を得ていると、ゲームオーバー後に再ゲームを1回だけ行う。なお規定数は、コイン投入後のルール説明画面に表示される。

## 他社から出たサーカス

### 模倣品タイトル
- クラウンズ（ウィリアムスのライセンス生産）
- アクロバットTV（タイトーのライセンス生産）
- サーカス・サーカス（ユニバーサル→後のアルゼ）
  - マスコットキャラクターのピエロが印刷媒体で初登場。
- シーソージャンプ（セガ→後のセガ・インタラクティブ）
- デビルサーカス（豊栄産業→後のバンプレスト）
- ピエロ（ウコー）
- ピッコロ（IPM→後のアイレム→アピエス）
- フウセンワリゲーム（データイースト）
- ボンパ（日本物産）

### 若干アレンジしたゲーム
バルーンサーカス（データイースト）
画面を縦長、文字をカタカナにしたもの。ちなみにデータイーストは、カナ表示を使った初のゲーム会社だった。
ミニバルーン（データイースト）
『バルーンサーカス』をさらにテーブル筐体にしたもの。
ニャンコロ（IPM）
風船をネズミのキャラクタに変え、時間がたつと親ネズミが登場して邪魔をする。色セロハンの種類も変更されており、またこちらも文字がカタカナとなった。日本のアレンジ物では一番よく出来ている。

### 亜流
トラピーズ（エキシディ）
空中ブランコをつなぎながら星印を集めていく。タイトーにおけるゲーム名は「トランポリン」。
ジプシージャグラー（Meadows Games）
お手玉を扱ったゲーム。この両ゲームはタイトーからもライセンスされていた。
リップオフ（エキシディ）
スカイダイビングをテーマにしているが、プレイヤーキャラクターが人型、特定のシチュエーションでBGMが鳴る（スタート時は「猫踏んじゃった」、ゲームオーバー時は「蛍の光」）などの作風が継承されている。日本ではデータイーストが『ナイスオン』の名で発売した。
フィールドゴール（タイトー）
アメリカンフットボールがモチーフ。パドル操作は単なるラケットだが、色違いの3列が並んでいるアメフト選手を一列消すと、BGMが鳴った後一列補充される点は『サーカス』の影響が見られる。
プランプポップ（タイトー）
『アルカノイド』によりリメイクゲームが流行った際、『サーカス』のリメイクとして出たもの。ステージ毎の違い、アイテム、ボスキャラ、可愛いキャラ等、1980年代半ばから当たり前となった要素が組み込まれている。また、シーソーではなくトランポリンに変更されている。
小僧隊ガッチョ（アイレム）
『プランプポップ』と同発想のリメイクもの。全40面の背景には世界の名所が使われている。ロケテストも行ない『ゲーメスト』に広告まで打たれたものの、正式発売には至らなかった。

## 移植など
- ホビーパソコン（マイコン）の移植ではTK-80BS、FM-8、FM-7などで確認されている。
- 家庭用ゲーム機ではAtari 2600にサーカスが移植されている。
- 携帯電話用アプリでは、セガがiモード用に『シーソージャンプ2005』を配信しており、auではA.D.2000Limitedが類似ゲーム『あぁ跳ばされる』を配信している。後者はシーソーで棒人間が交互に跳ばされる点は同じだが、風船が存在せず、シーソーの往復回数がそのまま点数として加算される。

## 他作品での登場
- 『エースをねらえ!』のアニメ映画版において、主人公の岡ひろみが、ゲームセンターや喫茶店でゲームに興じるシーンが何度も出て来るが、『サーカス』で風船が一列割れた時の音楽が、効果音として使われている。
- イエロー・マジック・オーケストラは、ファーストアルバムで、このゲームのサウンドを使用した「COMPUTER GAME "Theme From The Circus"」という曲を収録している。ゲーム機の音響をそのまま録音したが、2曲目「FireCracker」に繋がるような展開が録音できなかったため、シンセサイザーで似せた音を作り、効果音として用いられている。